# 다비드 비야보나
다비드 비야보나 에찰레쿠(스페인어: David Villabona Echalecu, 1969년 12월 5일, 바스크 주 이룬 ~)는 스페인의 전직 축구 선수로, 현역 시절 중앙 미드필더로 활약했다.
현역 시절, 그는 레알 마드리드와 아틀레틱 빌바오 소속으로 모두 활약했으며, 15시즌에 걸쳐 총 221번의 라 리가 경기에 출전해 13골을 넣었다.
비야보나는 바르셀로나에서 열린 1992년 하계 올림픽에서 금메달을 획득한 스페인 선수단의 일원이었다.

## 클럽 경력
비야보나는 기푸스코아 도 이룬 출신이다. 현역 생활이 잦은 부상과의 투쟁이었던 비야보나는 레알 소시에다드에서 프로 무대 신고식을 치렀으나, 처음 3년 동안 7번의 라 리가 경기에 출전하는데 그쳤지만, 1989-90 시즌에는 붙박이 주전으로 도약해 바스크 연고의 소속 구단이 리그 5위의 준수한 성적을 거두는 데 일조했다.
이후 비야보나는 이웃 아틀레틱 빌바오에 입단하였고, 자주 출전 기회를 잡았지만, 마지막 3년차에는 호수 우루티아와 신예 훌렌 게레로와의 치열한 경쟁으로 많은 출전 기회를 잡지 못했다. 가장 꾸준한 출전 기회를 잡은 곳은 라싱 산탄데르였는데, 칸타브리아 연고 구단의 주축 선수로 도약했다. 그러나, 반복되는 부상으로 인해 1997년부터 2001년까지 단 12번 출전하는데 그쳤고,(이 중 뒤에서 2위를 차지한 마지막 시즌에는 한 경기도 출전하지 못했다) 31세에 현역에서 은퇴했다.

## 수상
스페인 U-23
- 하계 올림픽: 1992[3]